# غاليمزيان خوساينوف
غاليمزيان خوساينوف (بالروسية: Хусаинов, Галимзян Салихович)‏ (27 يونيو 1937 - 5 فبراير 2010)، لاعب كرة قدم سوفيتي سابق. لعب مع منتخب الاتحاد السوفيتي لكرة القدم.

## روابط خارجية
- غاليمزيان خوساينوف على موقع الاتحاد الدولي (مؤرشف)  (الإنجليزية)
- غاليمزيان خوساينوف على موقع ناشيونال فوتبول تيمز (الإنجليزية)
- غاليمزيان خوساينوف على موقع عالم كرة القدم.نت (الإنجليزية)